# استهداف الجين

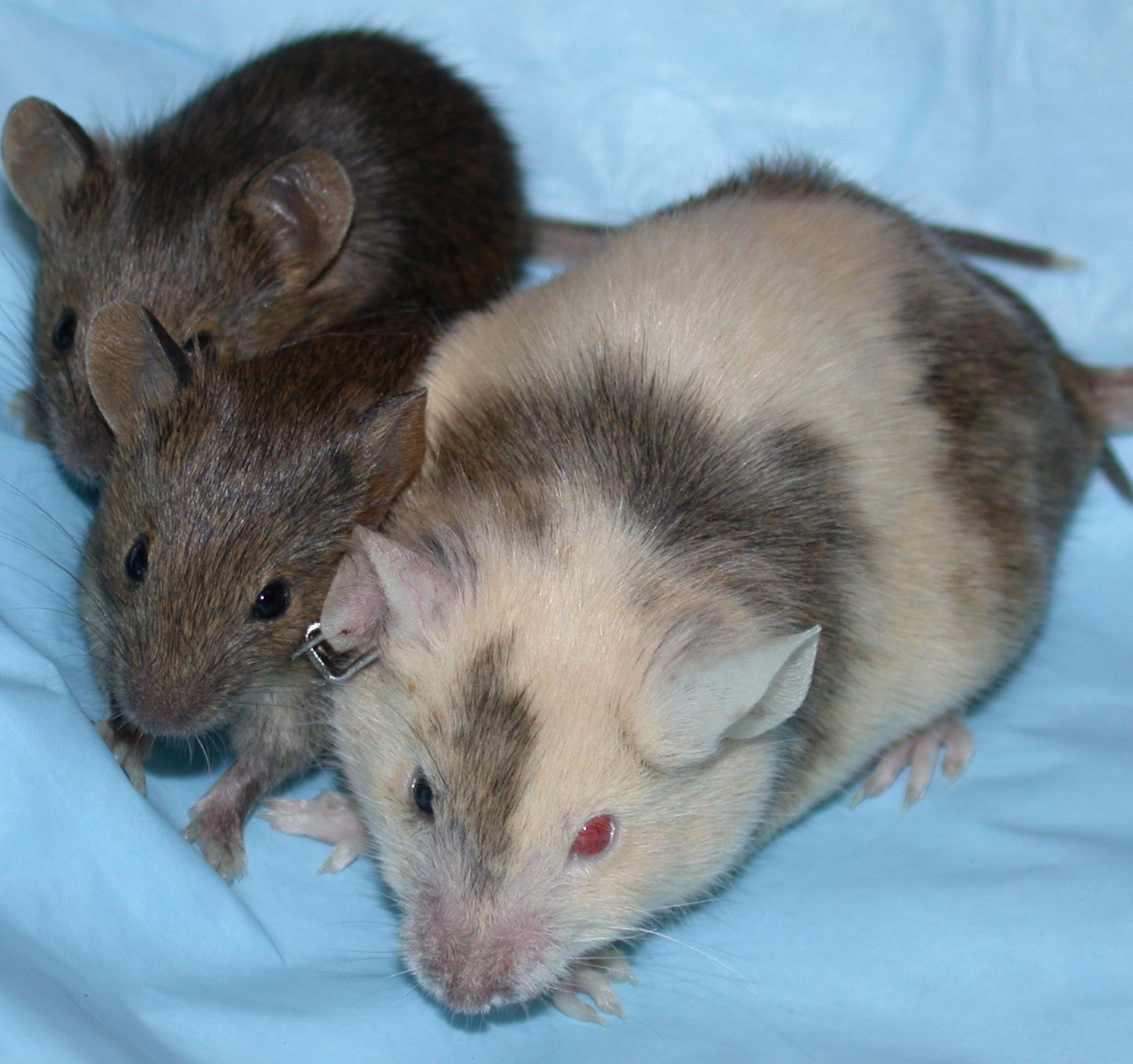
استهداف جين فأر كميري لجين الأغوطي المغطى بلون، مع ذريتّه

عملية استهداف الجينات (بالإنجليزية: Gene targeting)‏ استهداف الجين (أيضا، استبدال إستراتيجية تقوم على إعادة التركيب مثلي) هي تقنية الجينية التي تستخدم إعادة التركيب مثلي إلى تغيير الجينات الذاتية. طريقة يمكن استخدامها لحذف الجينات، الإكسونات إزالتها، إضافة الجينات، واستحداث الطفرات نقطة. استهداف الجينات يمكن أن تكون دائمة أو مشروطة. يمكن أن تكون الظروف وقت محدد خلال تنمية / حياة الكائن الحي أو الاقتصار على نسيج معين، على سبيل المثال. استهداف الجينات يتطلب إنشاء ناقلات محددة لكل جينة من الفائدة. ومع ذلك، فإنه يمكن استخدامها في أي الجينات، بغض النظر عن النشاط النسخي أو حجم الجين

## الطرائق المُتّبعة
تمّ تأسيس طرق استهداف الجينات ووضعها للعديد من الكائنات النموذجية ويمكن لها أن تختلف تبعاً للأنواع المستخدمة. وبشكل عام فإن الإجراء البنائي المستهدف للحمض النووي قد تم إنتاجه في البكتيريا. وعادة ما تحتوي هذه العملية على استهداف جزء من الجين وهو الجين المراسل (بالإنجليزية: reporter gene)‏ وعلى مؤشر أو علامة اختيارية «سائدة».
ومن أجل استهداف الجينات في الفئران، فإن هذا البناء سوف يتم إدراجه إلى داخل الخلايا الجينية الجذعية للفأر في مزرعة خلوية. وبعد أن يتم تحديد الخلايا التي تحتوي على التركيب أو الإدراج الصحيح، فإنه يمكن استخدامها للمساهمة في أنسجة فأر معين وذلك عن طريق الجقن الجنيني. وأخيراً، يتم اختيار الفئران الكميرية والتي تكون فيها الخلايا المعدلة الأعضاء التناسلية خاصة لتربيتها ولتكاثرها. وبعد هذه الخطوة، فإن الجسم الكامل لهذا الفأر يكون معتمداً على الخلية الجذعية الجنينية التي قد تم اختيارها مسبقاً.
ومن أجل استهداف في طحلب معين، فإن هذا البناء تم تحضينه مع بروتوبلاستات «جبلات مجردة» معزولة حديثا وأيضا مع البولي إيثيلين جلايكول. ولأن الحزازيات هي كائنات أحادية المجموعة الصبغية ، فإن إعادة إنتاج الخيوط الحزازية «يطلق عليها البروتونيما» يمكن أن تعرض أو تفز مباشرة من أجل استهداف الجينات إما عن طريق معالجتها بالمضادات الحيوية أو تفاعل البوليميراز المتسلسل. وما يعتبر فريد من نوعه ما بين النباتات، هذه العملية أو الإجراء لعلم الوراثة الانعكاسي كما هو الحال في الخميرة. وعن طريق استخدام بعض الإجراءات المعدلة، فإن عملية استهداف الجينات قد تم تطبيقها بنجاح أيضا في حالة الماشية والأغنام والخنازير والعديد من الفطريات.
ويمكن تعزيز عملية تواتر أو تكرار استهداف الجينات بشكل ملحوظ من خلال استخدام إنزيمات الإندونيكلياز المهندسة وراثيا مثل إنزيم إصبع الزنك نيوكلياز، وإنزيمات الإندونيكلياز المهندسة الموجهة ، وأيضاً النيوكلياز المعتمد أو القائم على المؤثرات "TAL" المهندسة وراثياً  وحتى الآن، فإنه قد تم تطبيق هذا الأسلوب على عدد من الأنواع بما في ذلك الدروسوفيلا ميلانوجاستير ، التبغ ، الذرة ، الخلايا البشرية ، الفئران وأيضاً الجرذان.

## مقارنة مع اصطياد الجينات
تستند اصطياد الجينات على إدراجات عشوائية من شريط وذلك عندما يتم استهداف جين محدد. ويمكن استخدام الشرائط لأغراض مختلفة كثيرة في حين أن المناطق المرافقة المماثلة لشرائط استهداف الجينات تكون بحاجة إلى أن تتكيف في حالة كل جين وهذا ما يجعل محاصرة أو تعويض الجينات أكثر تقبلا واستعدادا للمشاريع واسعة النطاق عن عملية الاستهداف. من ناحية أخرى، فإنه يمكن استخدام استهداف الجينات للجينات ذات معدلات النسخ القليلة والتي لا يتم اكتشافها في شاشة الحصار أو الفخ.أيضا فإن احتمال المحاصرة أو التعويض يزداد مع حجم الإنترون. وبالنسبة لاستهداف الجينات، فإن هذه الجينات المضغوطة أو المدمجة ليست سوى تغيير سهل الحدوث.

## التطبيقات
عملية الاستهداف للجينات قد تم استخدامها على نطاق واسع من أجل دراسة الأمراض الوراثية البشرية وذلك بإزالة أو بإضافة طفرات محددة ذات أهمية لمجموعه متنوعه من النماذج حيث تم استخدام هذه العملية مسبقاً من أجل هندسة نماذج خلايا الفئران. والتقدم في تقنية استهداف الجينات يعمل على تمكين خلق موجة جديدة من نماذج الأمراض البشرية الأيزوجينية. وهذه النماذج تعتبر الأكثر دقة في المختبرات الموجودة في متناول الباحثين حتى الآن كما أنها تعمل على تسهيل تطوير عقاقير جديدة مخصصة وأيضاً عملية التشخيص لاسيما في مجال السرطان.

## جائزة نوبل 2007
ماريو كابيتشي ومارتن إيفانز وأوليفر سميث قد تم الإعلان عنهم كالفائزين بجائزة نوبل في الفسيولوجيا أو الطب عام 2007 وذلك لعملهم على «المبادئ لتقديم تعديلات أو تحورات جين معين في الفئران وذلك باستخدام الخلايا الجذعية الجنينية» أو استهداف الجينات.

## وصلات خارجية
- guide to gene targeting by the University of California, San Diego
- outline of gene targeting by the University of Michigan
- gene targeting diagram & summary by Heydari lab, Wayne State University
- research highlights on reporter genes used in gene targeting
- Targeted gene replacement in barley